# Тринита (Кунео)
Тринита (итал. Trinità) је насеље у Италији у округу Кунео, региону Пијемонт.
Према процени из 2011. у насељу је живело 1517 становника. Насеље се налази на надморској висини од 372 м.

## Становништво
Према резултатима пописа становништва 2011. у општини је живело 2.188 становника.
| 1936. | 1951. | 1961. | 1971. | 1981. | 1991. | 2001. | 2011. |
| ----- | ----- | ----- | ----- | ----- | ----- | ----- | ----- |
| 2.845 | 2.737 | 2.398 | 2.117 | 2.032 | 1.939 | 1.981 | 2.188 |